# Louis Peglion
Louis Peglion (Marsiglia, 8 marzo 1906 – Marsiglia, 12 agosto 1986) è stato un ciclista su strada francese.
Professionista dal 1930 al 1933, conta la vittoria di una tappa al Tour de France.

## Carriera
Ottenne due vittorie in quattro anni di professionismo, il Critérium du Var nel 1930 ed il prologo del Tour de France 1930. Partecipò a quattro edizioni del Tour de France, terminando settimo nel 1931. Nel 1931 fu quarto alla Parigi-Tours.

## Palmarès
- 1930 (Individuale, 2 vittorie)

Critérium du Var
Prologo Tour de France (Cannes > Nizza)

## Piazzamenti

### Grandi Giri
- Tour de France

1930: 14º
1931: 7º
1932: 47º
1933: ritirato (8ª tappa)